# Centro addestramento alpino di Moena
Il Centro addestramento alpino di Moena è una caserma della Polizia di Stato, situata a Moena nella Provincia autonoma di Trento, utilizzata per l'addestramento degli operatori di polizia inquadrati nella specialità della "polizia della montagna".

## Storia

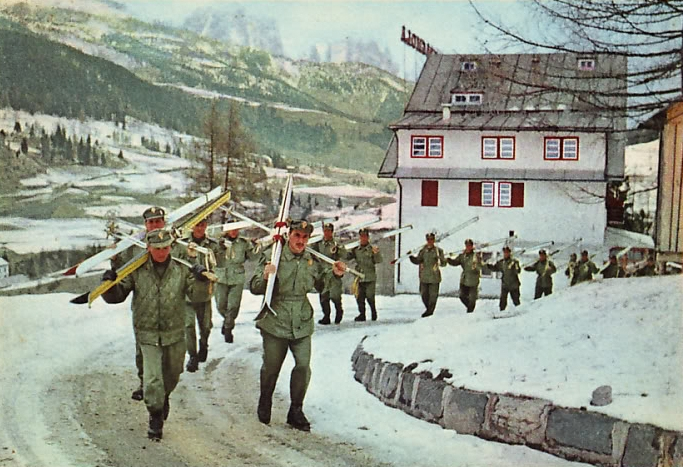
Il corpo delle Guardie di PS della scuola alpina di Moena negli anni 1950

Istituita nel 1948 a San Candido (Bolzano) e successivamente trasferita a Moena (Trento) nel 1952, la Scuola alpina delle guardie di pubblica sicurezza venne rinominata nel 1981 in "Centro addestramento alpino della Polizia di Stato", e collocato presso la struttura inaugurata il 17 luglio 1967, intitolata a Giuseppe Moschiz (1933-1954), atleta del gruppo sportivo "Fiamme Oro", deceduto nel corso di una gara di discesa. Negli anni, grazie ad esperienze professionali che hanno determinato un'elevata maturazione tecnica, il Centro ha acquisito una forte vocazione alla polifunzionalità, incentrata sulle attività di montagna. Infatti, oltre ad ospitare il "Gruppo sportivo Fiamme Oro" e la "squadra cinofili", è impegnato sia nella formazione, addestramento e specializzazione del personale, che in servizi operativi.

## Attività
Le attività di formazione e specializzazione, oltre che al personale del Centro, sono rivolte al personale di polizia che espleta il proprio servizio presso i reparti mobili, reparti prevenzione crimine, polizia di frontiera, artificieri, tiratori scelti e NOCS.

### Corsi di addestramento e perfezionamento estivi
Il corso per "esperto in manovre di corda" prepara l'operatore ad utilizzare tecniche e materiali alpinistici, quando necessario, in ambiente urbano al fine di espletare i compiti di istituto con maggiore professionalità.
Il corso per "alpinista" prepara l'operatore ad intervenire in ambiente montano nell'ambito di servizi di controllo del territorio, scorte a personalità e soccorso.

### Corsi di addestramento e perfezionamento invernali
Il corso per "sci alpinista" prepara l'operatore ad intervenire in ambiente montano innevato al fine di espletare i compiti di istituto con maggiore professionalità.
Il corso per "sciatore" è finalizzato al servizio di sicurezza e soccorso espletato presso i comprensori sciistici e nei servizi di scorta a personalità.
Il corso per "fondista" specializza l'operatore a muoversi nei relativi comprensori sciistici con particolare riferimento ai servizi di scorta.
La pratica degli sport invernali, in continua evoluzione, ha assunto un carattere di notevole complessità che ha reso necessaria la sistematica attività di prevenzione, controllo, vigilanza e repressione anche nei comprensori sciistici. Il Centro coordina la selezione e la formazione degli operatori che nella stagione invernale prestano il "servizio di sicurezza e soccorso in montagna". Il personale che supera i test sciistici viene preparato sulle normative in materia di piste ed impianti di risalita e riceve un'adeguata formazione di base sulle norme e tecniche di intervento sanitario.

## Gruppo sportivo "Fiamme Oro"
Il "Gruppo sportivo Fiamme Oro" è attivo nello sci nordico, sci alpino, snowboard, salto e combinata nordica, sci orientamento, biathlon, bob, pattinaggio di velocità ed arrampicata sportiva.

## Squadra cinofili
La "squadra cinofili", costituita nel 1982, è specializzata nella ricerca di persone travolte da valanga o disperse in superficie. È l'unica realtà nell'ambito della Polizia di Stato ad essere impiegata regolarmente nei servizi di soccorso alpino. Collabora fattivamente col Corpo nazionale di soccorso alpino e speleologico (CNSAS) nelle operazioni di soccorso e nella stagione invernale turna regolarmente presso la base di elisoccorso del soccorso alpino "Aiut Alpin Dolomites".